# Jada Conijnenberg
Jada Conijnenberg (26 augustus 2003) is een voetbalspeelster uit Nederland. Ze speelt als aanvalster voor Oud-Heverlee Leuven in de Super League.

## Biografie
Conijnenberg speelde in haar jeugdjaren voor VFC en begon in  het seizoen 2017/18 in de beloftencompetitie bij Feyenoord. In 2021 maakte Feyenoord haar debuut in de Eredivisie en ging Conijnenberg deel uitmaken van de eerste selectie van de Rotterdammers. In een thuiswedstrijd tegen sc Heerenveen maakte ze ook haar debuut in de Eredivisie. Haar eerste doelpunt maakte Conijnenberg op 3 oktober 2021 in de eerste Klassieker Feyenoord-Ajax. In 2024 verlengde Conijnenberg haar contract tot medio 2025. Na een sterk eerste halfjaar van het seizoen 2024/25 waarin Conijnenberg als tweede spits achter Ella Van Kerkhoven vijf keer tot scoren kwam, wekte ze de interesse van het Zweedse IFK Norrköping. In de winterstop maakte Conijnenberg op 6 januari 2025 haar eerste buitenlandse overstap naar de club actief in de Damallsvenskan.
In de tweede helft van het seizoen 2024/25 kwam Conijnenberg tot 12 wedstrijden, waarin ze twee doelpunten maakte. Op 3 juli 2025 verliet ze Zweden voor een overstap naar Belgisch landskampioen Oud-Heverlee Leuven.

## Statistieken
| Seizoen | Club                | Land      | Competitie         | Wedstrijden | Doelpunten |
| ------- | ------------------- | --------- | ------------------ | ----------- | ---------- |
| 2021/22 | Feyenoord           | Nederland | Vrouwen Eredivisie | 22          | 1          |
| 2022/23 | Feyenoord           | Nederland | Vrouwen Eredivisie | 9           | 0          |
| 2023/24 | Feyenoord           | Nederland | Vrouwen Eredivisie | 16          | 5          |
| 2024/25 | Feyenoord           | Nederland | Vrouwen Eredivisie | 11          | 5          |
| 2025    | IFK Norrköping DFK  | Zweden    | Damallsvenskan     | 12          | 2          |
| 2025/26 | Oud-Heverlee Leuven | België    | Super League       | 0           | 0          |
| Totaal  | Totaal              | Totaal    | Totaal             | 70          | 13         |

Laatste update: 4 juli 2025